# Ekonometria finansowa
Ekonometria finansowa – dział ekonometrii, w którym metody ilościowe stosowane są do analizy zjawisk ekonomiczno-finansowych zachodzących na rynkach finansowych.
Ekonometria finansowa dzieli się na dwie części:
1. odnosząca się do badań (analiz) szeregów finansowych (np. kursów walut, stóp zwrotu) wykorzystująca np. modele ARIMA, ARMA, ARCH, GARCH,
2. odnosząca się do analizy relacji między cenami instrumentów finansowych (np. informacje z rynku giełdowego) a wielkościami ekonomiczno-finansowymi (informacje pochodzące z przedsiębiorstw).